# 一期一会 Sweets for my SPITZ
『一期一会 Sweets for my SPITZ』（いちごいちえ スウィーツ・フォー・マイ・スピッツ）は、日本のバンド・スピッツのトリビュート・アルバムである。2002年10月17日に発売。
ドリーミュージックのレーベル「Teenage Symphony」のコンピレーション第2弾として発売された。そのため、スピッツの所属レコード会社外からの発売となっている。
本作のキャンペーンとして、シリアル・ナンバー入りの限定スペシャル・アナログ盤が抽選で300名にプレゼントされた。このアルバムの初回盤に封入されていた応募券によって応募することができた。また、参加アーティストのみ発表された上で、このアルバムに収録された曲とその曲を歌ったアーティストを当てて抽選でオリジナル・プレゼントがもらえるキャンペーンも行われた。

## 収録曲
1. スピカ / 椎名林檎
19thシングル「楓/スピカ」の両A面表題曲。
2. ロビンソン / 羅針盤
11thシングルの表題曲。
3. 楓 / 松任谷由実
19thシングル「楓/スピカ」の両A面表題曲。冨田恵一編曲。
4. 青い車 / ゲントウキ
9thシングルの表題曲。
5. 冷たい頬 / 中村一義
18thシングル「冷たい頬/謝々!」の両A面表題曲。
6. 空も飛べるはず / ぱぱぼっくす
8thシングルの表題曲。
7. 夢追い虫 / セロファン
24thシングルの表題曲。石田小吉編曲（石田は原曲でも編曲に携わっている）。
8. 田舎の生活 / LOST IN TIME
ミニアルバム『オーロラになれなかった人のために』収録曲。
9. うめぼし / 奥田民生
1stアルバム『スピッツ』収録曲。
10. 猫になりたい / つじあやの
9thシングル「青い車」のカップリング曲。
11. チェリー / POLYSICS
13thシングルの表題曲。
12. Y / GOING UNDER GROUND
6thアルバム『ハチミツ』収録曲。
13. 夏の魔物 / 小島麻由美
2ndシングルの表題曲。

## 演奏
スピカ
- 椎名林檎：歌、ピアノ、チェレスタ、ドラム、タンバリン、スライベル、トイパーカッション、ウィンドチャイム、ボコーダー唄
- 井上うに：録音、リュート、ベース、プログラム、タンバリン、スライベル、トイパーカッション、フィンガーシンバル、ボコーダー演奏

ロビンソン
- 山本精一：Vocal, Guitar, Produce
- 吉田正幸：Keyboards, Synthesizer
- チャイナ（西浦真奈）：Drums, Percussion, Glockenspiel
- 柴田篤：Bass
- 羅針盤：Produce, Arrangement

楓
- 松任谷由実：Vocals
- 冨田恵一：Produce, Arrangement, Instruments, Treatments
- 山本拓夫：Flutes, Clarinets

青い車
- 田中潤：Vocals & Guitars
- 伊藤健太：Fender Precision Bass
- 笹井享介：Drums
- 斎藤有太：Fender Rhodes
- 高橋結子（GOMES THE HITMAN）：Percussion
- ゲントウキ：Produce, Arrangement

冷たい頬
- 中村一義：Vocal, Chorus, Produce
- 100s：Co-Produce, Arrangement
- 玉田豊夢：Drums
- 山口寛雄：Bass
- 町田昌弘、小野眞一（tae, Fishbasket）：Electric Guitar
- 池田貴史（SUPER BUTTER DOG）：Keyboards

空も飛べるはず
- さわだともこ：Vocal
- 樽谷さとし：Guitars
- はしもとけいこ：Drums, Accordion, Chorus
- 森本夏子（Bonobos）：Bass, Chorus
- 西池崇（Cellophane）：Produce
- ぱぱぼっくす：Arrangement

夢追い虫
- 高内シロウ：Vocals
- 西池崇：Guitars
- 河野薫：Bass, Wurlitzer
- 溝渕ケンイチロウ：Drums
- セロファン＆石田小吉（Scudelia Electro）：Produce, Arrangement

田舎の生活
- 海北大輔：Vocal, Bass
- 大岡源一郎：Drums
- 榎本聖貴：Guitar

うめぼし
- 奥田民生：歌と演奏

猫になりたい
- つじあやの：Vocal, Ukulele, Chorus, Produce, Arrangement
- 伊賀航：Wood Bass
- 赤間慎：Percussion
- 高安錬太郎：Computer Programming

チェリー
- ハヤシ：Voice, Guitar, Vocorder, Programming
- カヨ：Voice, Synthesizer
- スガイ：Drums
- フミ：Bass
- POLYSICS：演奏、プロデュース

Y
- 松本素生：Vocals
- 中澤寛規：Guitars
- 石原聡：Bass
- 河野丈洋：Drums, Triangle, Bongo, Tambourine, Acoustic Guitar
- 伊藤洋一：Keyboards
- 上田ケンジ＆GOING UNDER GROUND：Produce, Arrangement

夏の魔物
- 小島麻由美：Vocal, Glocken, Piano
- 徳永憲：Acoustic Guitar
- 塚本功：Electric Guitar
- 吉川真吾：Wood Bass
- リョウ・アライ：Drums, Glocken
- 小岩井聡：Producer